# Sony Alpha 57
Sony Alpha 57/α57 (tên mã SLT-A57) là một chiếc máy ảnh phản xạ ống kính đơn kỹ thuật số phiên bản thay thế của chiếc Alpha 55 và được bán ra từ tháng 4 năm 2012. Chiếc máy này sử dụng ống ngắm điện tử, khác với Sony Alpha 55 sử dụng ống ngắm quang học, và được Sony áp dụng công nghệ gương mờ (single-lens translucent - SLT).
Việc sử dụng gương mờ cố định, thay cho một chiếc gương lật như ở các dòng máy ảnh khác, cho phép chiếc máy có thể lấy nét và chụp ảnh liên tục với tốc độ cao mà gương không cần gấp lên để đưa ánh sáng vào cảm biến. Ở chế độ "ưu tiên tốc độ", chiếc máy này có thể chụp ảnh với tốc độ 12 khung hình/giây, và khi kết hợp với các tùy chọn khác, tốc độ tối đa đạt được là 5,5 khung hình/giây. Chiếc máy có cảm biến CMOS 16,1 megaixel và như những chiếc máy ảnh khác của Sony, Alpha 57 có chức năng chống rung quang học bên trong thân máy.
Sony α57 được bán ra với bốn phiên bản:
- SLT-A57 (thân máy)
- SLT-A57K (thân máy và ống kính Sony DT 18-55mm f/3,5-5,6 SAM)
- SLT-A57M (thân máy và ống kính Sony DT 18-135mm f/3,5-5,6 SAM)
- SLT-A57Y (thân máy, ống kính Sony DT 18-55mm f/3,5-5,6 SAM và Sony DT 55-200mm f/4-5,6 SAM)